# 418532 Saruman
418532 Saruman este o planetă minoră (asteroid) din Outer Main Belt⁠(d). A fost descoperită pe 27 septembrie 2008 la  de Erwin Schwab⁠(d) și a fost numită după Saruman. 
Obiectul prezintă o orbită caracterizată de o semiaxă mare de 3,2350810334436 UAi, o excentricitate de 0,18117921530178, o înclinație de 4,0058842958506 ° în raport cu ecliptica.